# آنگردورف
آنگردورف (به آلمانی: Ungerdorf) یک منطقهٔ مسکونی در اتریش است که در وایتس واقع شده‌است. آنگردورف ۵٫۰۲ کیلومتر مربع مساحت دارد ۳۹۶ متر بالاتر از سطح دریا واقع شده‌است.